# سربازان بهشت (فیلم)
سربازان بهشت (به کره‌ای: 천군) یک فیلم اکشن-کمدی دوره ای محصول ۲۰۰۵ به کارگردانی مین جون-کی است. این فیلم ترکیبی از چند ژانر جنگی، سفر در زمان و درام تاریخی است.